# Tephritis acanthiophilopsis
Tephritis acanthiophilopsis är en tvåvingeart som beskrevs av Erich Martin Hering 1938. Tephritis acanthiophilopsis ingår i släktet Tephritis och familjen borrflugor.
Artens utbredningsområde är Turkiet. Inga underarter finns listade i Catalogue of Life.